# Cordia eriostigma
Cordia eriostigma är en strävbladig växtart som beskrevs av Henri François Pittier. Cordia eriostigma ingår i släktet Cordia, och familjen strävbladiga växter. Inga underarter finns listade i Catalogue of Life.